# Karol Pieta
Karol Pieta (Nyitra, 1941. november 17. –) szlovák régész, egyetemi vendégelőadó, elsősorban a latén korszakkal, illetve kísérleti régészettel, utóbbi időben a nagymorva időszakkal is foglalkozik.

## Élete
1959-1964 között a brünni egyetemen tanult. Az egyetem elvégzése után a Nyitrai Régészeti Intézetben helyezkedett el. 1968-1969-ben a Saarbrückeni Egyetemen kapott ösztöndíjat. 1981-től a tudományok kandidátusa, 2003-tól doktora. 1991-2008 között a Régészeti Intézet igazgatóhelyettese volt.
Fontosabb feltárásai voltak 1965-1999 között Liptovská Mara, 1972, 1985-1986-ban Nyitrán, 1975-1976-ban Pottornyán, 1981-1983 között Várnán, 1986-1989 között Laziszkón, 1996-1997-ben Vichodnán, 2004-2014 között Nyitrabajnán, 2006-ban Poprád-Mateócon, 2004-2008 között Kuvaitban.
Elsősorban Közép-Európa, azon belül Szlovákia kelta és germán korszakaival, illetve kora középkorral foglalkozik. Ezen kívül a kísérleti régészettel és kuvaiti feltárásokkal is foglalkozott. Fontosabb eredményei a puhói kultúra és az észak-kárpáti csoport elkülönítése, illetve a Szentmáriai-víztározó körüli leletmentés és archeoskanzen (Havránok) létrehozása, a mateóci kamrasír feltárása, illetve a nyitrabajnai feltárások megkezdése, közlése és propagálása. Több nemzetközi tudományos társaság tagja, például: Deutsches Archeologisches Institut, International Council on Monuments and Sites (ICOMOS), Österreichisches Archeologisches Institut, Učená spoločnosti SAV.

## Elismerései
- 2007 Krištáľové krídlo
- 2007 Szlovák Tudományos Akadémia aranyérme
- 2007 Pamiatky a múzeá újság elismerése
- 2019 Nyitrai Kerületi Önkormányzat Díja 2018 (Cena NSK)[4]

## Művei
- 1982 Die Púchov-Kultur. Studia Archaeologica Slovaca. Nitra
- 1982 Umenie doby železnej. Ars Slovaca Antiqua. Bratislava
- 1985 Počiatky odievania na Slovensku. Ars Slovaca Antiqua. Bratislava (tsz. Václav Furmánek)
- 1996 Liptovská Mara. Včasnohistorické centrum severného Slovenska. Bratislava
- 2005 Spätlaténezeitliche Waffen und Ausrüstung im nördlichen Teil des Karpatenbeckens. Slov. Arch. 53, 35-84.
- 2006/2007 Bojná – Hospodárske a politické centrum Nitrianskeho kniežatstva. Nitra (társszerk. Alexander Ruttkay, Matej Ruttkay)
- 2008 Keltské osídlenie Slovenska – Mladšia doba laténska. Nitra
- 2010 Die keltische Besiedlung der Slowakei – Jüngere Laténezeit. Nitra
- 2012 Bronzové náramky s vývalkami z konca doby halštatskej a začiatku doby laténskej na severnom Slovensku. In: Václav Furmánek a doba bronzová – Zborník k sedemdesiatym narodeninám. Szerk. Rudolf Kujovský – Vladimír Mitáš. Nitra, 315-324.